# U 95 (1940)

El U 95 fue un submarino del tipo VIIC de la Kriegsmarine alemana durante la Segunda Guerra Mundial que entró en servicio el día 31 de agosto de 1940.

## Historial
Realizó siete patrullas en las cuales hundió ocho barcos por un total de 28 415 toneladas además de dañar otros cuatro por un valor de 27 916 toneladas.
El U 95 fue hundido el 28 de noviembre de 1941 en el Mediterráneo, al suroeste de Almería, por un torpedo lanzado por el submarino holandés HrMs O 21. 12 de sus 47 tripulantes, incluyendo a su comandante, sobrevivieron.